# Barron Trump
Barron William Trump (* 20. března 2006 New York) je pátým dítětem, třetím synem 45. a 47. prezidenta Spojených států Donalda Trumpa, a jediným synem jeho třetí manželky Melanie Trumpové.

## Životopis
Narodil se 20. března 2006 v New Yorku americkému podnikateli, 45. a 47. prezidentovi Spojených států amerických Donaldu Trumpovi a jeho třetí manželce Melanie Trumpové.
Z otcovy strany má skotské a německé předky, z matčiny strany má slovinské předky. Jeho matka pochází ze Slovinska a prarodiče z matčiny strany mluví plynně slovinsky. Sám Barron Trump umí rovněž slovinsky. Má také dvojí státní občanství.
V září 2017 nastoupil na St Andrews Episcopal College.
Po skončení prvního prezidentského období Donalda Trumpa v roce 2021 se kompletně stáhl z reflektorů médií. Předtím byl často novináři vídán a fotografován po boku svých rodičů. Znovu se veřejně objevil až na druhé inauguraci Donalda Trumpa v lednu 2025. Při té příležitosti Donald Trump svým příznivcům sdělil, že mu Barron pomohl s určitými strategiemi, jak se přiblížit mladým voličům.
Od září 2024 studuje na Stern School of Business.